# 金鳳漢
金鳳漢（1916年—约1966年）是朝鲜平壤医科大学教授。曾于1962年获得象征国家最高荣誉的共和国人民奖。

## 簡歷
金鳳漢生於1916年，並於1946年在首爾大學拿到醫學學位。韓戰爆發後，金鳳漢隻身從韓國前往朝鮮，他的家人則留在韓國。在到達朝鮮之前，金鳳漢曾經是韓國民主黨的黨員。
金鳳漢曾任平壤醫科大學教研組主任。1960年，金凤汉宣称发现了穴位“小体”，朝鮮當局為此成立了“经络研究所”。1963年，金鳳漢在《朝鲜医学科学院杂志学报》（Journal of the DPRK Academy of Medical Science）第5期上发表了《On the Kyungrak system》的论文，這篇論文長達40頁，宣稱找到了經絡，並將之命名為「鳳漢管」（Bonghan duct）和「表層鳳漢小体」（Bonghan corpuscle）。
此次發現震驚全球醫學界；1963年12月14日，中國《人民日报》立即將全文发表在報紙上；大阪市立大学医学部副教授藤原知組織了研究小組，進行重組回溯性實驗研究，但經過大量實驗之後並未發現「鳳漢管」和「表層鳳漢小体」的確實證據；奥地利的组织学权威 Von Kellner G 在同類研究之後指所謂的「鳳漢小体」只是一种胚胎发育期残留下来的小器官，不可能有所谓的经络功能。1966年，经络研究所關閉，金鳳漢就此失踪，據傳他因拿不出具體證據而跳樓自殺。近代首爾大學教授蘇光燮（Kwang-Sup Soh）等人肯定其研究觀點，但仍有爭議。